# Billy Craigie
Billy Craigie (* 1953 bei Moree, New South Wales in Australien; † August 1998 in Redfern, einem Stadtteil von Sydney, New South Wales) war 1972 einer von vier Gründern der Zelt-Botschaft am Old Parliament House in Canberra. Er war ein Aborigine der Kamilaroi.
Am 26. Januar 1972 war Billy Craigie im Alter von 19 Jahren mit Michael Anderson, Tony Coorey und Bertie Williams in Canberra an der Errichtung der bis heute existierende Zelt-Botschaft beteiligt. Sie errichteten einen Sonnenschirm auf dem Rasen vor dem damaligen australischen Parlamentsgebäude (heute das Old Parliament House) als Protest gegen die rassistische Politik der Bundesregierung Australiens.
Billy Craigie war in den 1970er Jahren an den Organisationsgründungen beteiligt, die sich als erste für die sozialen, medizinischen und rechtlichen Interessen der Aborigines einsetzten.
Als Gewerkschafter war er 1998 aktiv an den Kämpfen der Maritime Union of Australia in den 43 Tage anhaltenden Auseinandersetzungen mit der Patrick Corporation, einem australischen Transportunternehmen, beteiligt.
Er nahm als Vertreter der Aborigines an internationalen Konferenzen, wie beispielsweise der United Nations Conference on Indigenous Peoples in Genf teil.
Billy Craigie war mit Isabel Coe (1951–2012) verheiratet, eine der bekanntesten Führerinnen der Aborigines Australiens.